# Nowy Ratusz w Ostrawie
Nowy Ratusz – modernistyczny gmach publiczny na pl. Jana Prokeša w centrum Ostrawy, siedziba władz miejskich oraz urzędu dzielnicy Morawska Ostrawa i Przywóz, Morawskośląskiej Biblioteki Naukowej, Ostrawskiego Centrum Informacji i oddziału Czeskiej Kasy Oszczędności. Zbudowany w latach 1925-1930 obiekt należy dziś do najważniejszych ostrawskich zabytków i jest uważany za jeden z symboli miasta.

## Historia
O budowie gmachu, który zastąpi w wielu względach nieodpowiedni już Stary Ratusz, myślano już w 1912 r. Uwagę projektantów przyciągnęła niezabudowana przestrzeń nad brzegiem Ostrawicy, gdzie znajdowała się letnie restauracja "Nowa Strzelnica". Biorąc pod uwagę planowaną budowę komendy policji, siedziby banku narodowego, sądu krajowego, dyrekcji kopalni i kilku innych budynków, miało tu powstać nowe centrum administracyjne miasta.
25 lipca 1923 komisja administracyjna uchwaliła program budowlany i rozpisała konkurs architektoniczny. W lutym 1924 wybrano projekt architektów Františka Kolářa i Jana Rubego. Podczas gdy północna część miała być przeznaczona organom samorządu regionalnego, południową mały zająć władze miejskie. Prace budowlane rozpoczęto jednak, ze względu na procesy sądowe, dopiero w kwietniu 1925.
Pierwotne projekty przewidywały kamienny budynek i wieżę, która miała przypominać florencki Pałac Vecchio. Gmach miał symbolizować godność i pewność siebie szybko rozwijającej się Morawskiej Ostrawy, która pod władaniem burmistrza Jana Prokeša rozrosła się o okoliczne gminy i stała prawdziwą metropolią. Z powodu niestabilnego gruntu zdecydowano się jednak na lżejszy wariant – wieżę stalową z miedzianym pokryciem.
Uroczyste otwarcie Nowego Ratusza, którego budowa pochłonęła 52 miliony koron, miało miejsce 28 października 1930, w dniu państwowego święta (Dzień Powstania Niepodległego Państwa Czechosłowackiego). Karel Frič napisał wtedy: Morawska Ostrawa miała szczęście, że w czasie, gdy decydowano o budowie jej ratusza, władali miastem przewidujący mężowie, którzy byli świadomi, że chodzi o monumentalny gmach, który nie ma być tylko na najbliższe lata, lecz będzie służyć również w dalekiej przyszłości.

## Architektura i wnętrza

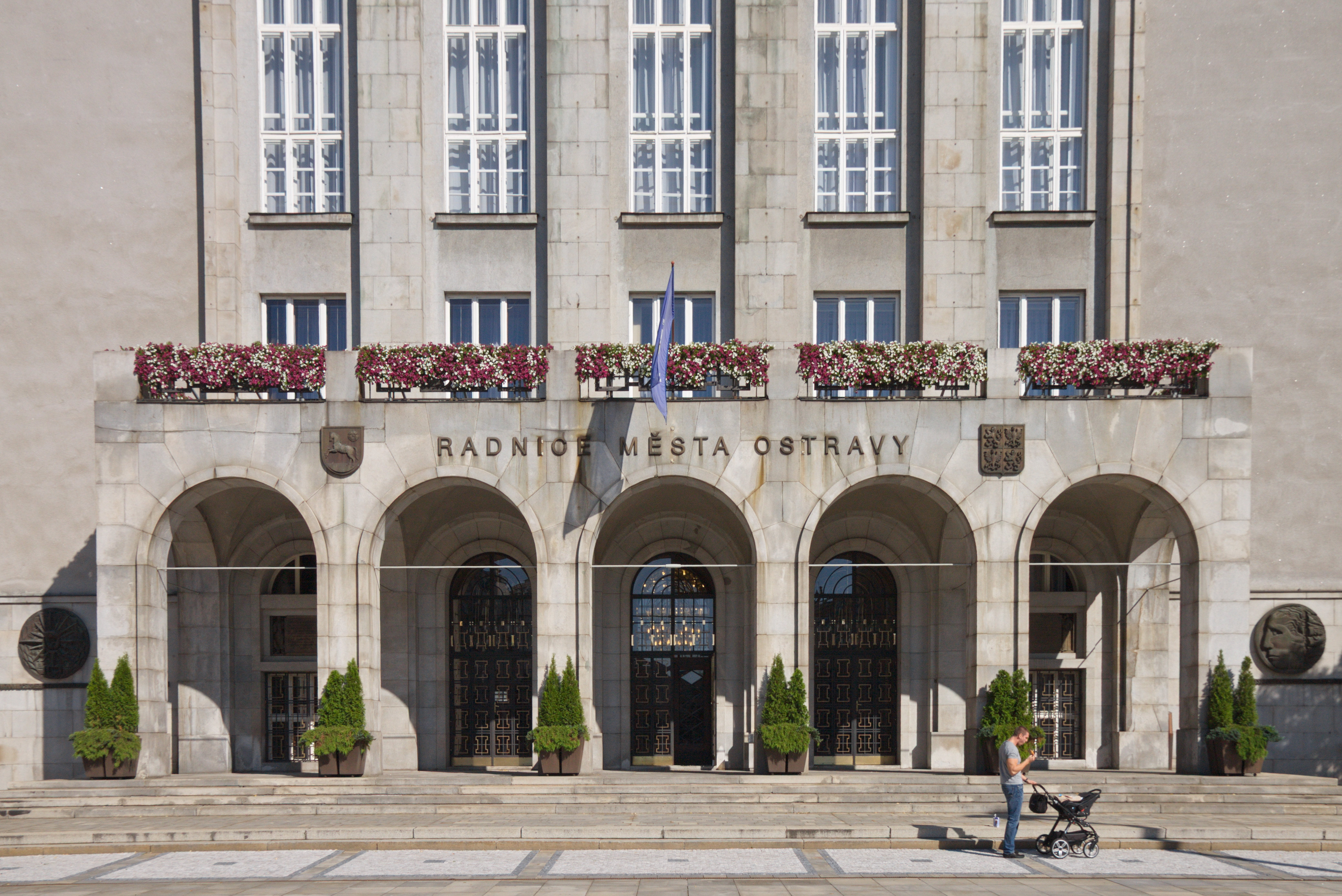
Wejście do ratusza

Nowy Ratusz to budynek trójskrzydłowy (na planie litery U) wzniesiony w stylu modernizmu, przy czym w skrzydłach bocznych pojawiają się również elementy neoklasycystyczne. Ornamentyka jest nad wyraz skromna, ogranicza się właściwie tylko do centralnego portyku z czterema 3,2-metrowymi rzeźbami z brązy autorstwa akademistycznego rzeźbiarza Václava Macha – alegoriami Górnictwa, Hutnictwa, Handlu i Nauki.

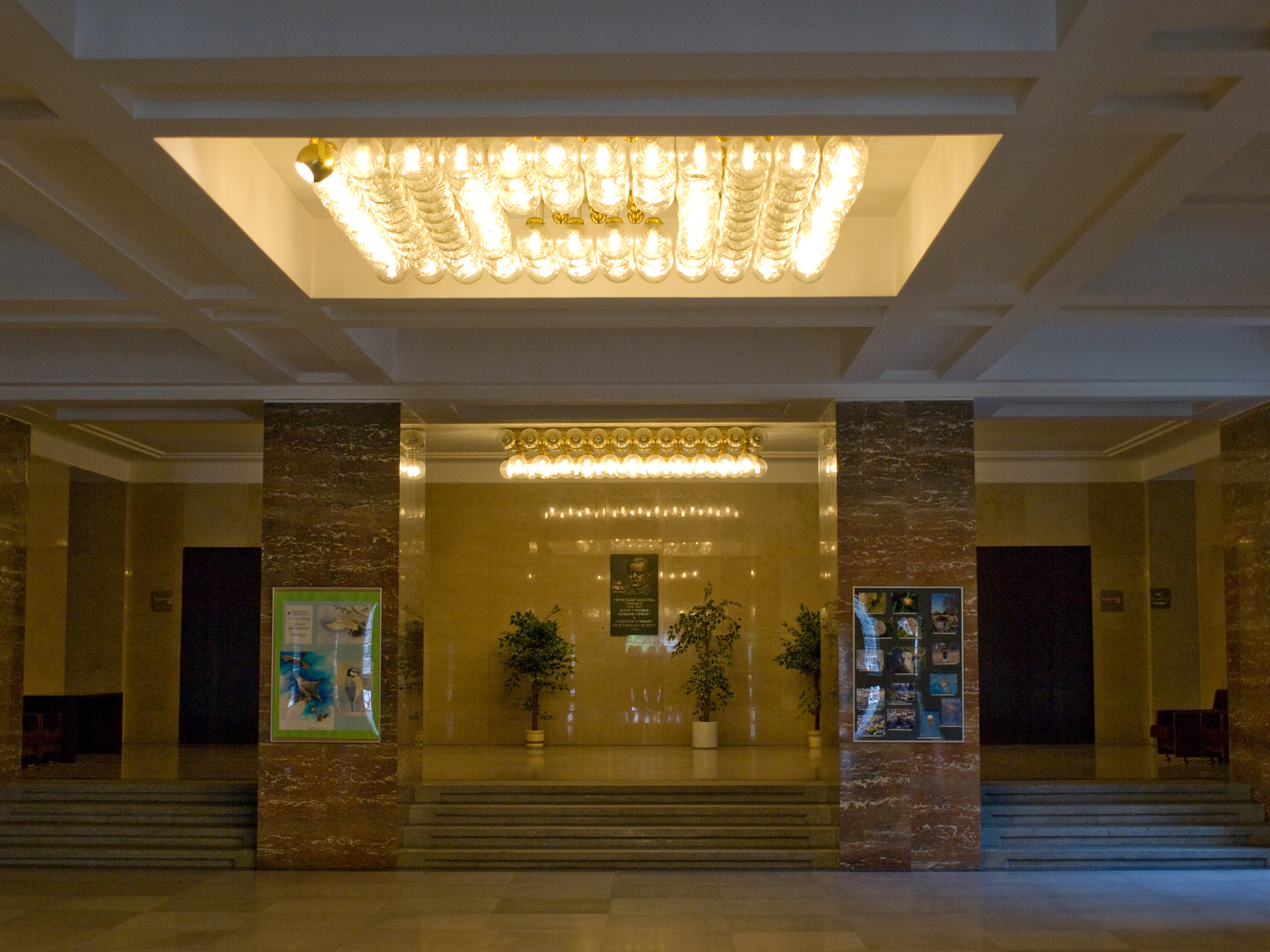
Foyer

Najbardziej charakterystycznym elementem architektonicznym jest licząca 85,6 m i ważąca 155 ton wieża. Stalowa, obłożona miedzią, konstrukcja powstała w hucie w Witkowicach. Na wysokości 73 m znajduje się taras widokowy, na który prowadzą 292 schody (429 licząc od parteru). Otwierane są one tylko dwa razy do roku – w czasie Dni Dziedzictwa Europejskiego oraz Międzynarodowym Dniu Zabytków i Siedzib. Na co dzień wjeżdża się na wieżę (w pełni dostępną dla zwiedzających) windą – najwyższą w całych Czechach, bo liczącą 51 m. Na wieży ponadto zawieszony jest zegar. Waży dwie tony, a średnica tarczy wynosi 3,5 m.
Wnętrza wyłożone są marmurem, brązem oraz szlachetnymi gatunkami drewna, głównie mahoniowym. W skrzydle południowym znajduje się działający, niedawno wyremontowany, paternoster z 1928. Zachował się pierwotny wystrój wielu pomieszczeń, m.in. gabinetu prezydenta miasta. Foyer służy jako galeria wystawowa.

## Plac Jana Prokeša

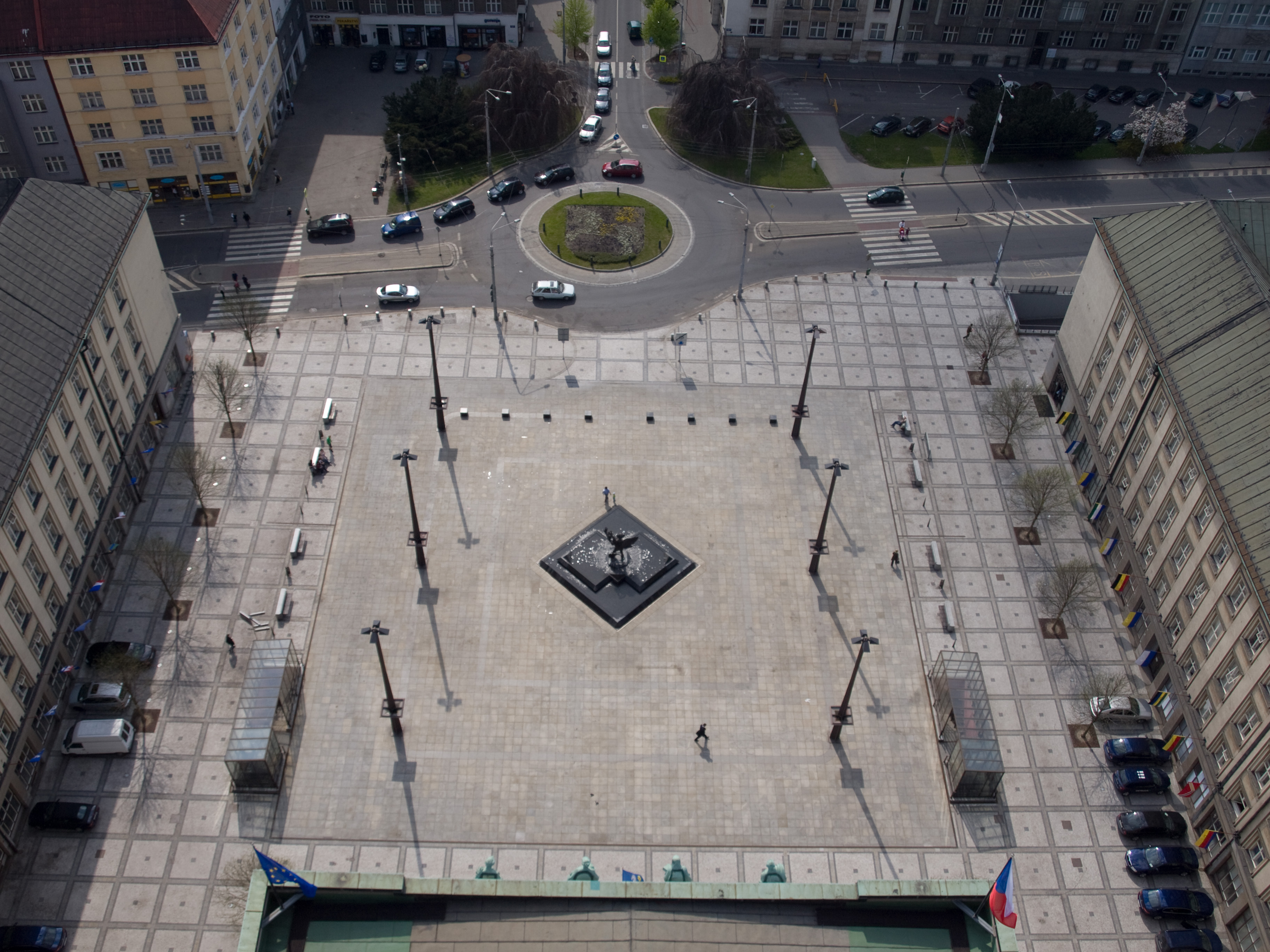
Widok na plac z wieży ratuszowej

Plac, z trzech stron otoczony Nowym Ratuszem, był pomyślany jako przestrzeń dla pomnika Tomasza Masaryka, pierwszego prezydenta Czechosłowacji. Pomnik nigdy jednak nie powstał, stał tu za to w latach 1945-1948 pierwszy radziecki czołg, który wjechał do Ostrawy w kwietniu 1945. W 1975 powstała przed ratuszem fontanna, która w pierwotnym kształcie przetrwała do roku 1999.
Wtedy bowiem oddano do użytku nową fontannę z trzytonową, wysoką na 3,5 m rzeźbą Ikara. Symbolizujące "wzloty i upadki" w dziejach miasta dzieło Františka Štorka jest trzecią co do wielkości figurą z brązu w całych Czechach – po pomnikach Jana Žižki i św. Wacława w Pradze.
Obecna nazwa placu jest powrotem do tradycji międzywojennej. W okresie protektoratu jego patronem był Adolf Hitler, potem Józef Stalin, a w latach 1961-1989 Wielka Rewolucja Październikowa.